# Frank Gehry
Frank Owen Gehry, Frank O. Gehry (eredeti nevén Ephraim Owen Goldberg) (Toronto, 1929. február 28. –) Pritzker- és Arany Oroszlán díjas kanadai származású amerikai építész.
Gehry a 20. század egyik legsikeresebb és legkeresettebb építésze. Alkotásai, beleértve saját házát is, turistacélpontok. Legismertebb munkái a bilbaói, teljes egészében titánötvözettel bevont Guggenheim Múzeum, a prágai táncoló házak, a Los Angeles-i Walt Disney Concert Hall, a chicagói Millennium Park Pritzker pavilonja, vagy épp saját, Santa monicai otthona.

## Élete
Gehry egy torontói zsidó családban született 1929. február 28-án. Kreatív gyermek volt, nagyanyja bátorítására, édesanyjával közösen „mini városokat” épített különböző fadarabokból, fahulladékból.
A későbbi munkáiban felhasznált anyagokat, a hullámlemezt, kerítésdrótot és egyebeket valószínűleg a nagyapja vaskereskedésében töltött vasárnap délelőttök inspirálták. Az apjával és anyjával együtt, rajzolással töltött idő vezette be a művészet világába. „Az alkotói gének megvoltak – mondja Gehry – de apám azt hitte, hogy csak álmodozom, nem fogom sokra vinni az életben. Egyedül anyám volt az, aki úgy gondolta, hogy csak tartózkodó vagyok. Ő az, aki hatással volt rám.”
1947-ben Gehry Kaliforniába költözött, ahol áruszállító sofőrként dolgozott, közben a Los Angeles City College-ben tanult, majd végül a University of Southern California Építészeti Iskolájában szerzett diplomát. Diplomájának megszerzése után, több különböző munkahelyen, de nem építészeti területen dolgozott, és az Amerikai Egyesült Államok hadseregében is szolgált. Egy évig várostervezést tanult a Harvard Graduate School of Design keretében, de még a program közben otthagyta az intézményt. 1952-ben, még Frank Goldberg néven elvette Anita Snydert, ő volt az aki Gehry szerint rávette a névváltoztatásra, így lett a neve Frank Gehry. 1966-ban elváltak. 1975-ben feleségül vette Berta Isabel Aguilerát, aki jelenleg is felesége. Első házasságából két lánya, másodikból két fia van.

## Képtár

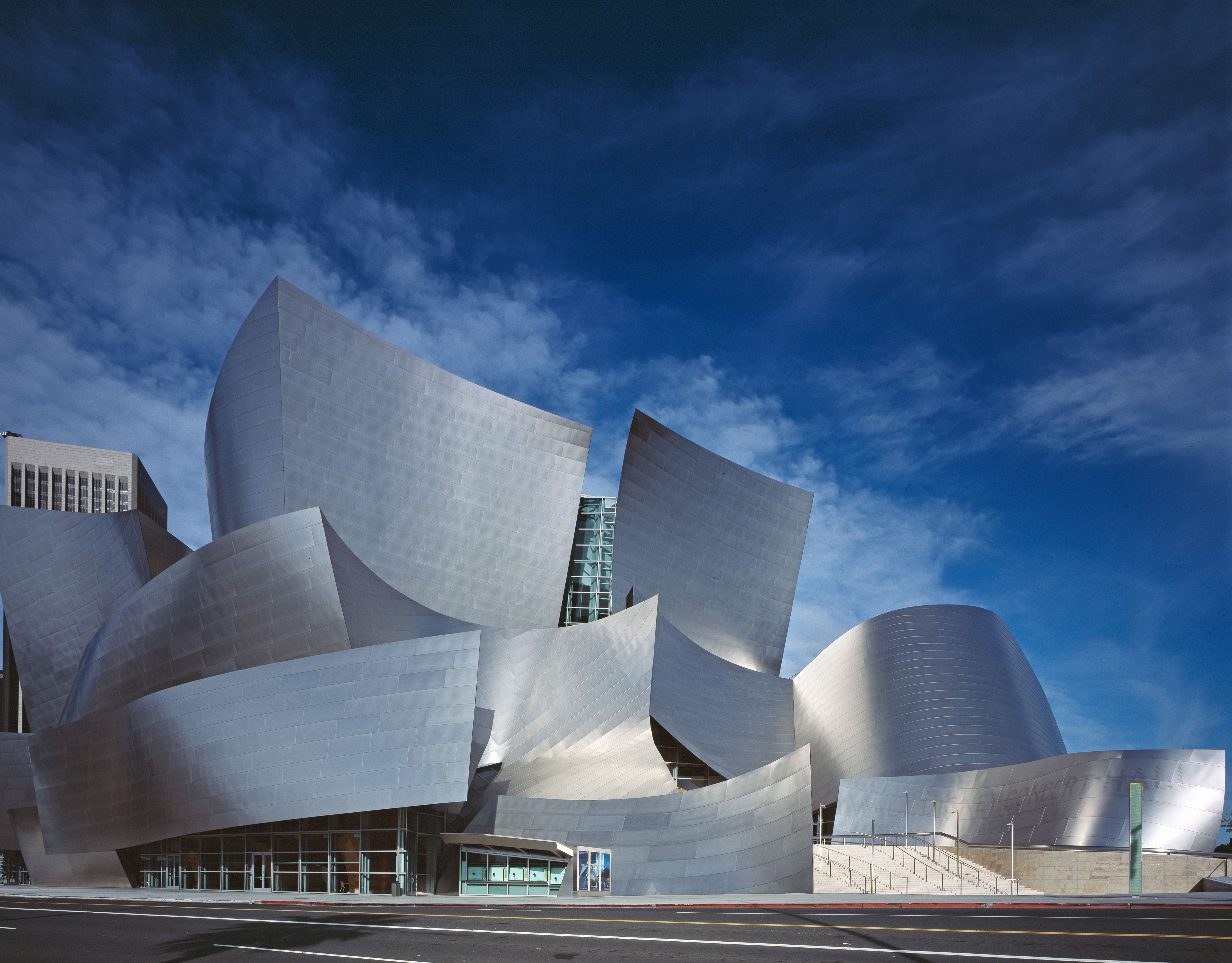
Walt Disney Koncertterem
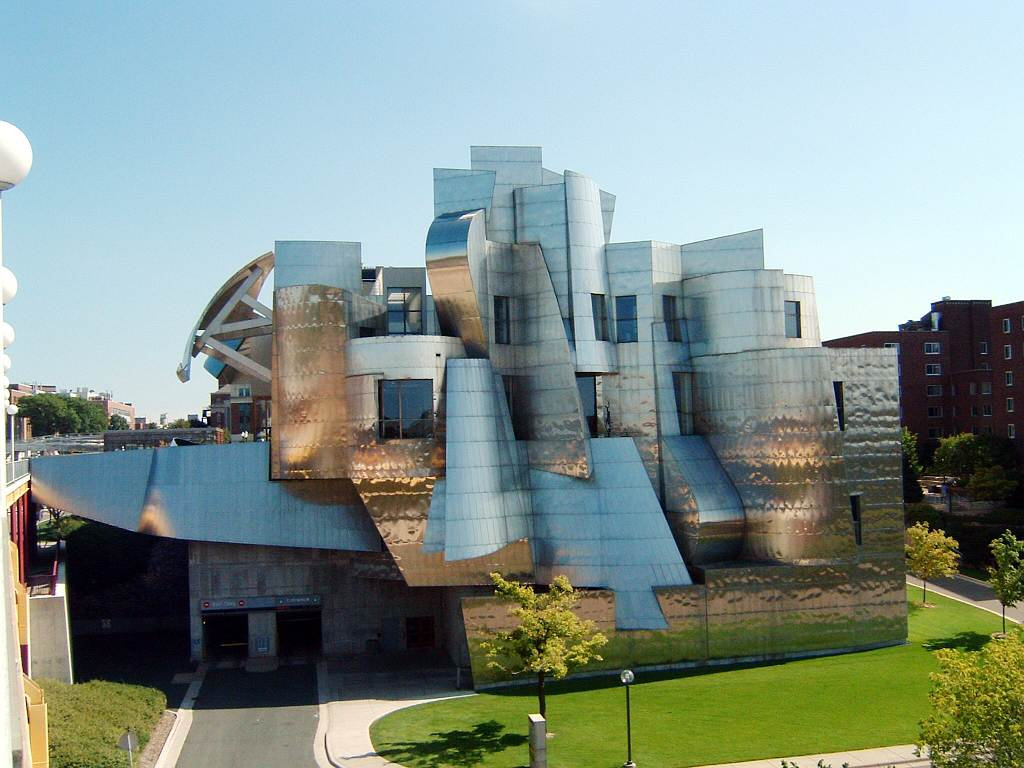
Weisman Művészeti Múzeum
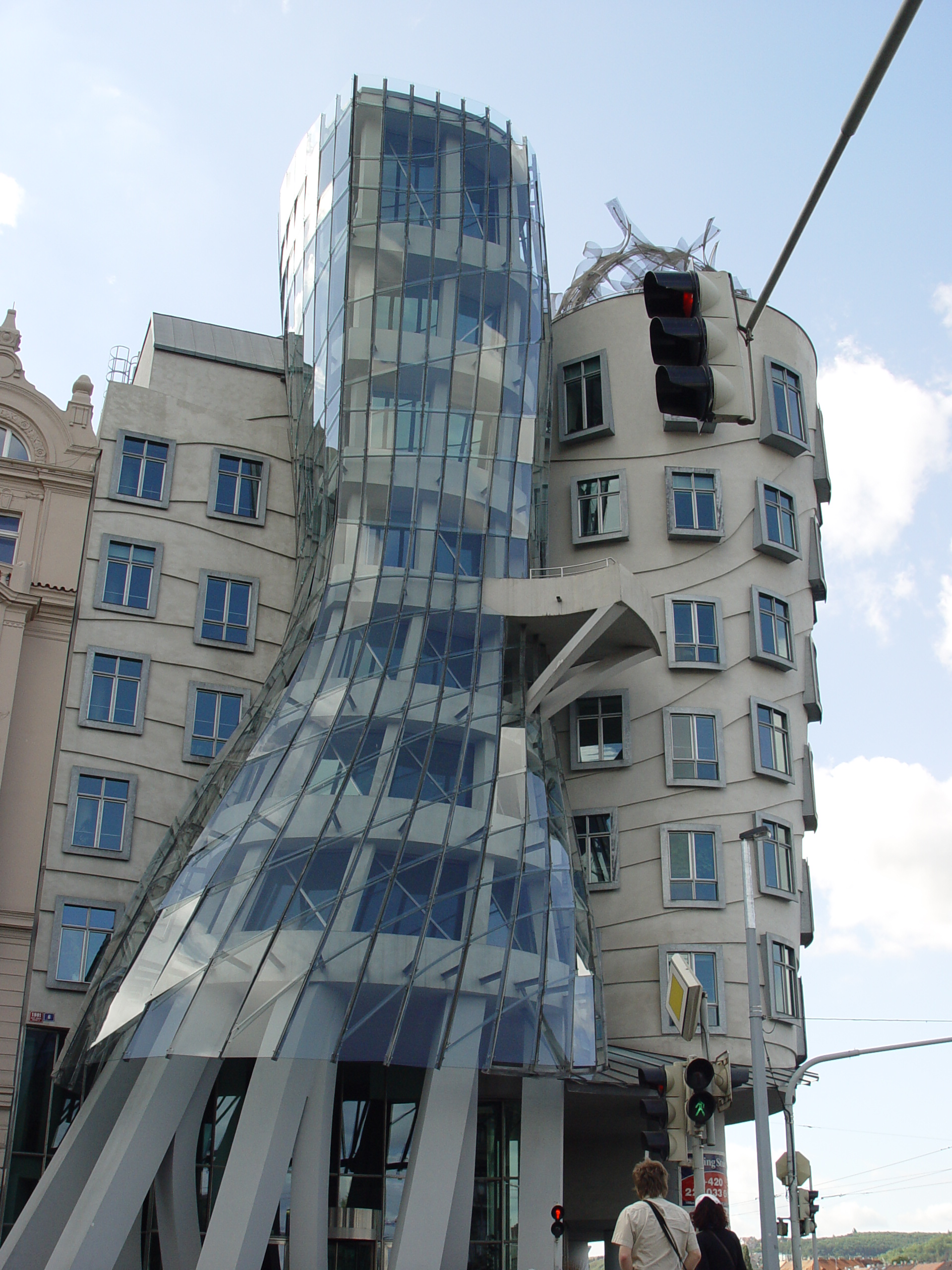
Táncoló ház, Prága
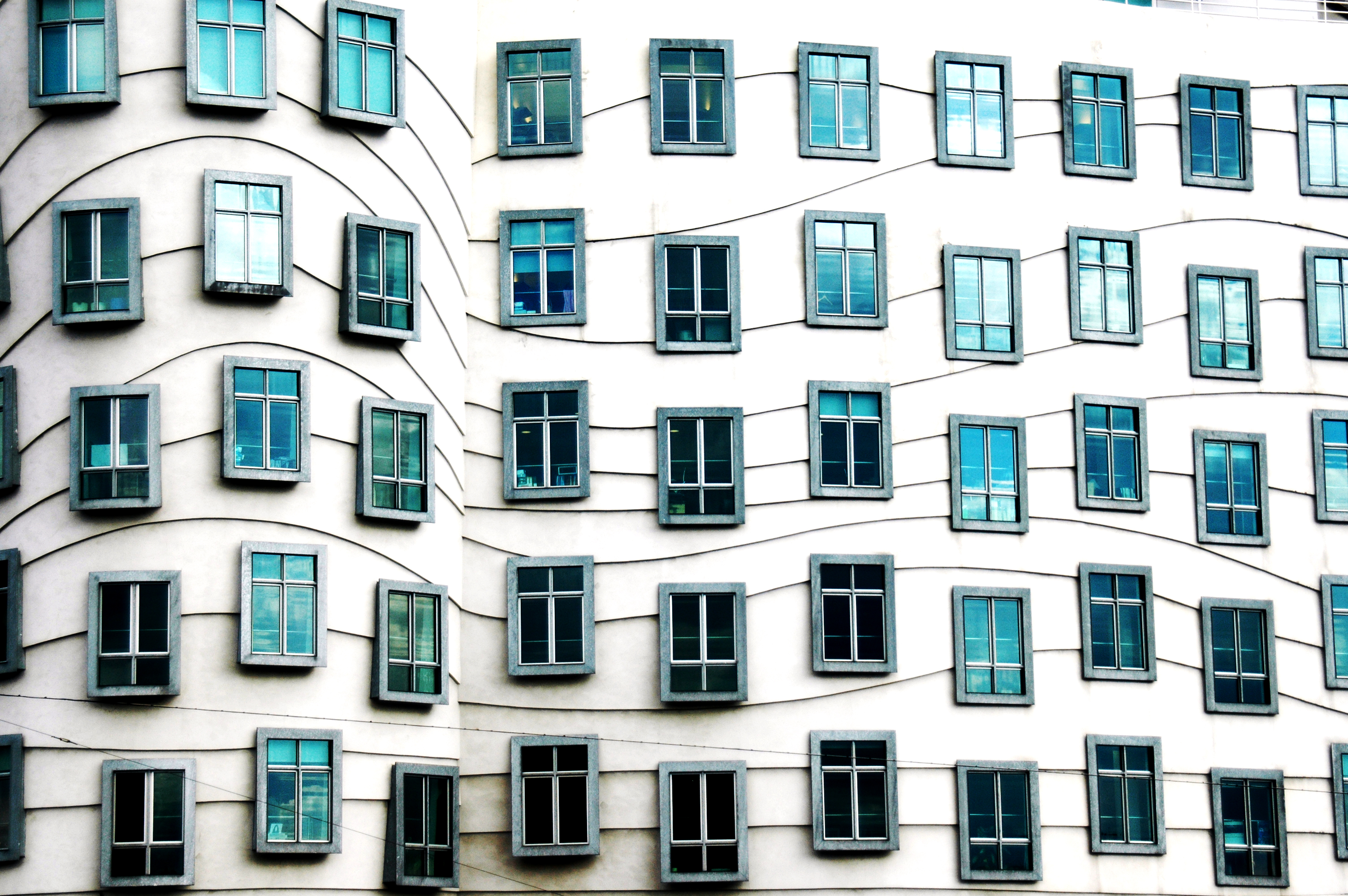
Közelkép a prágai táncoló ház ablakairól
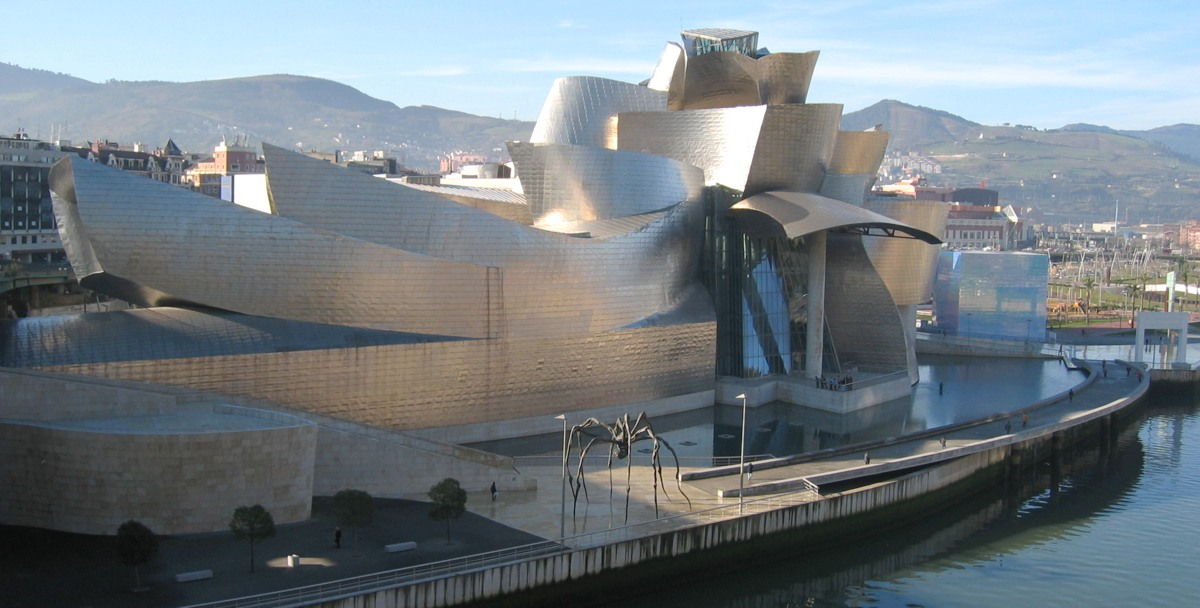
A bilbaói Guggenheim Múzeum
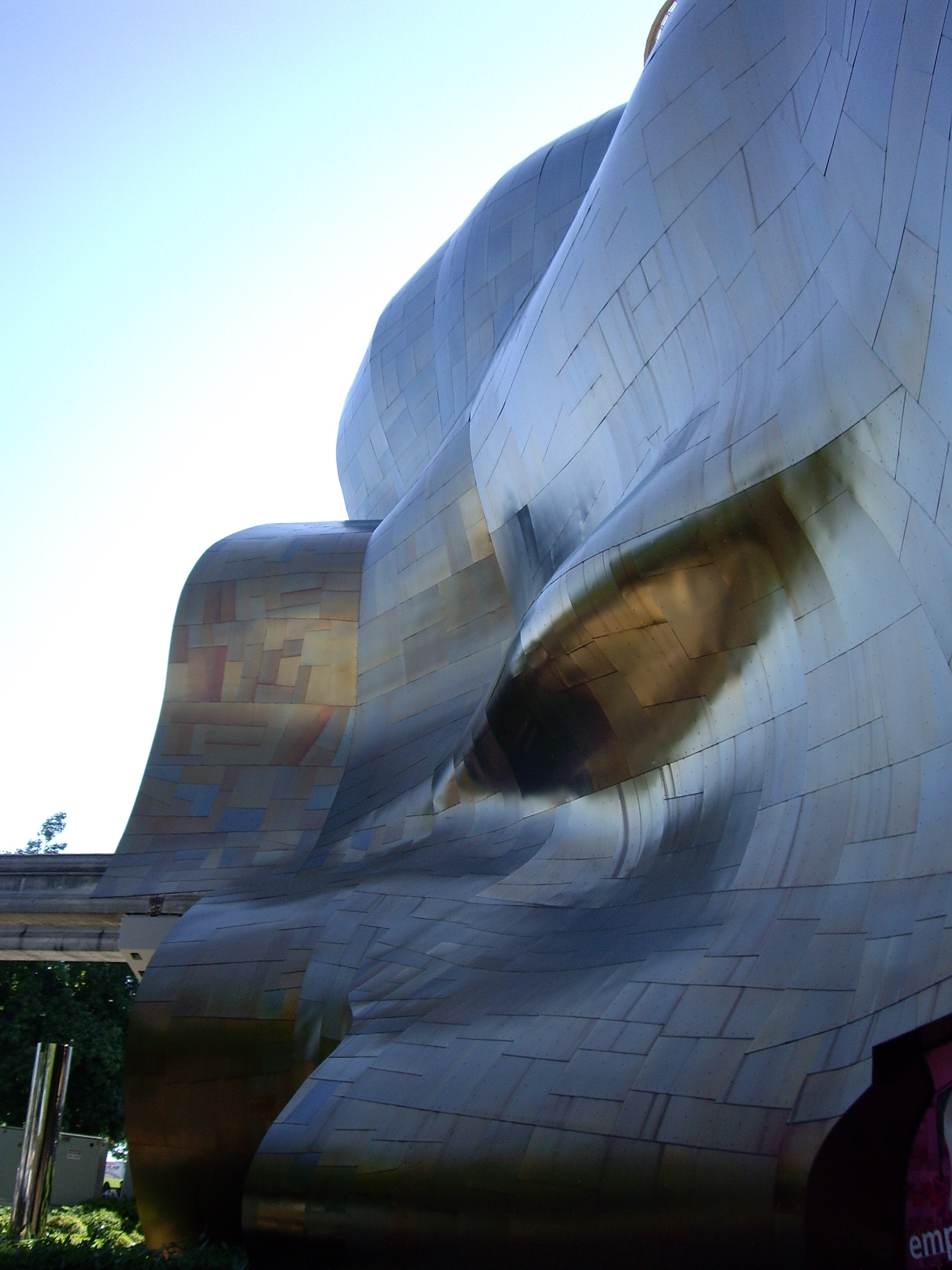
Experience Music Project
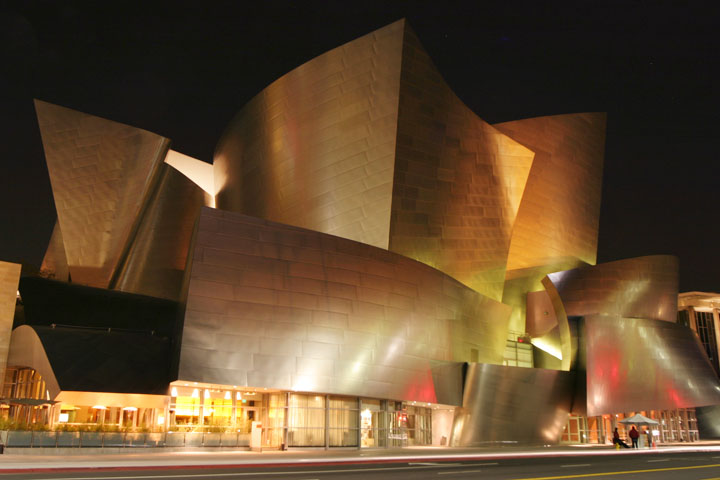
Walt Disney Koncertterem
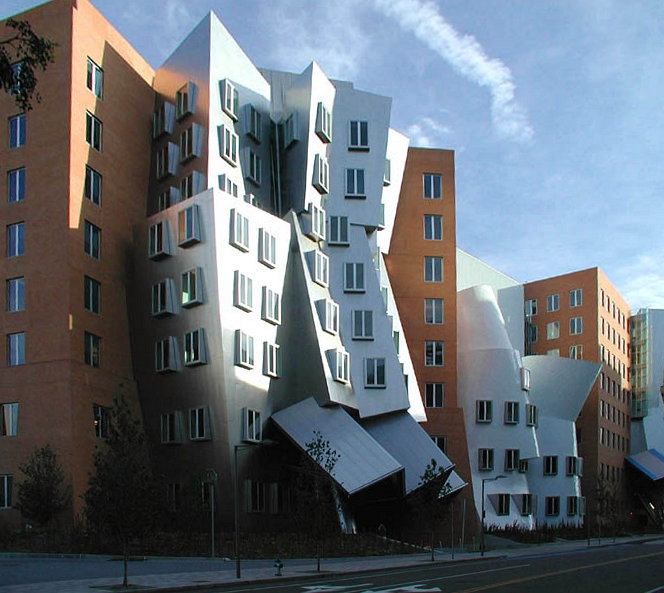
Stata Center
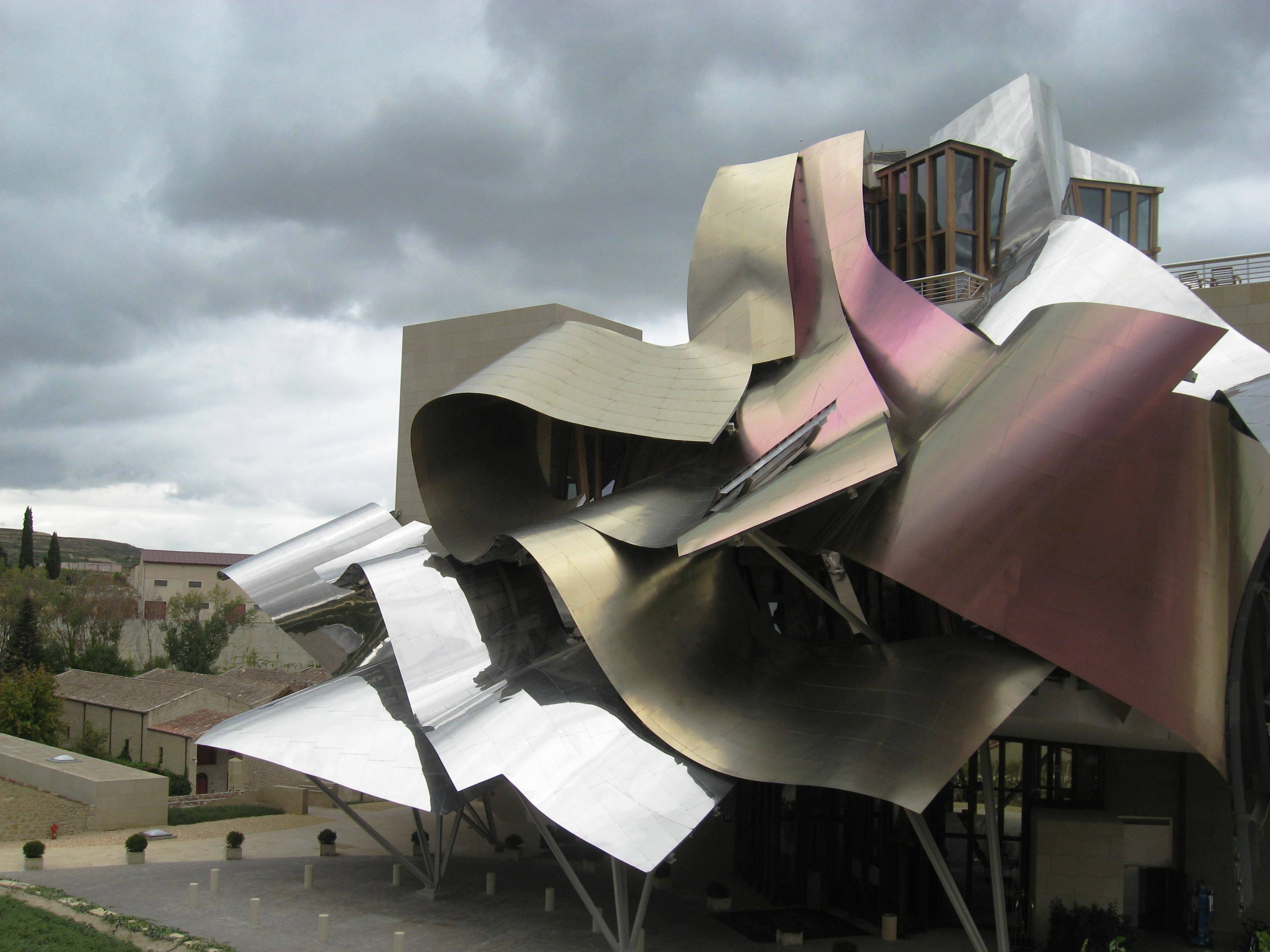
Marqués de Riscal Szálloda, Elciego
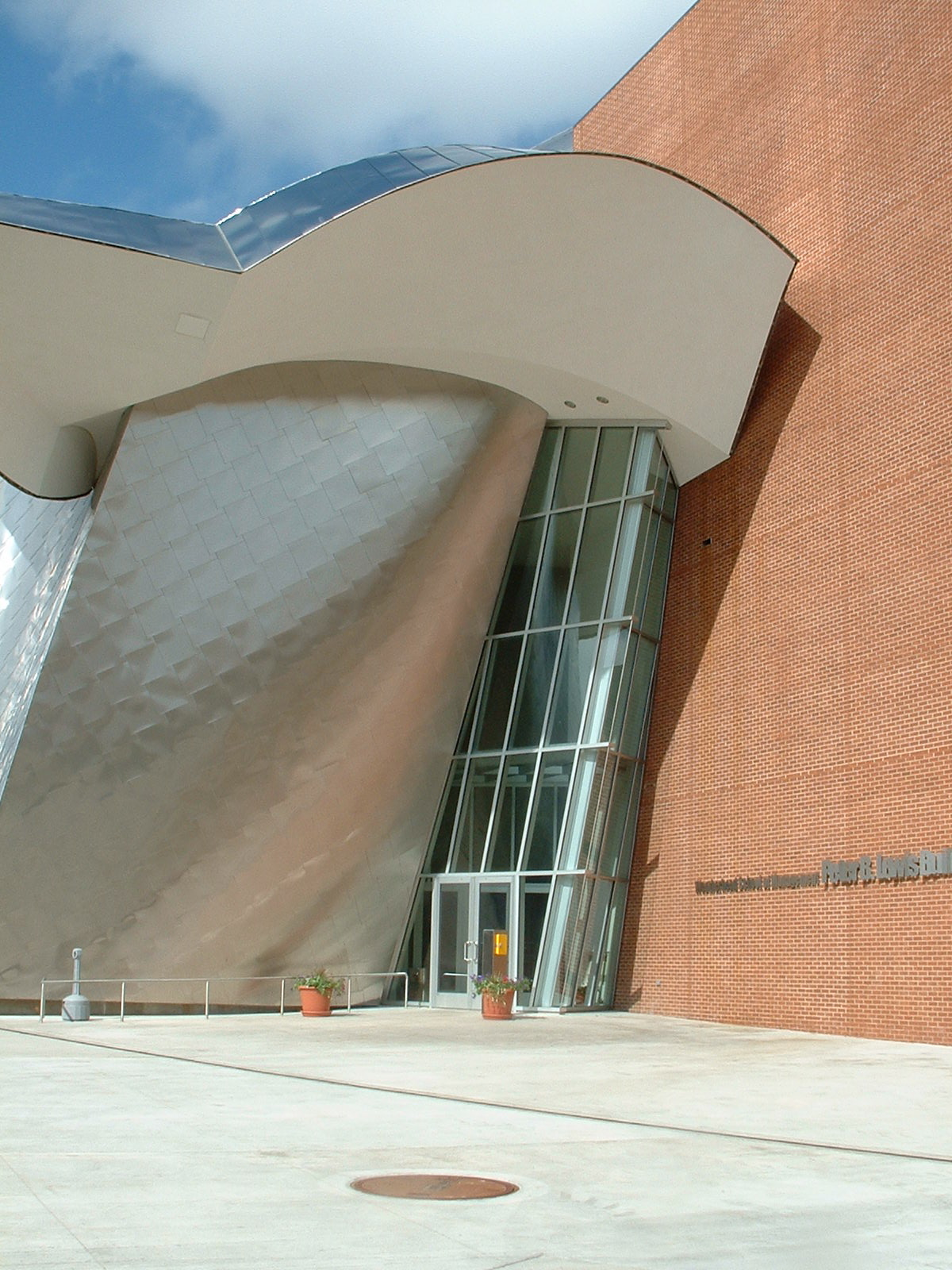
A Weatherhead üzleti iskolának otthont adó Peter B. Lewis épület
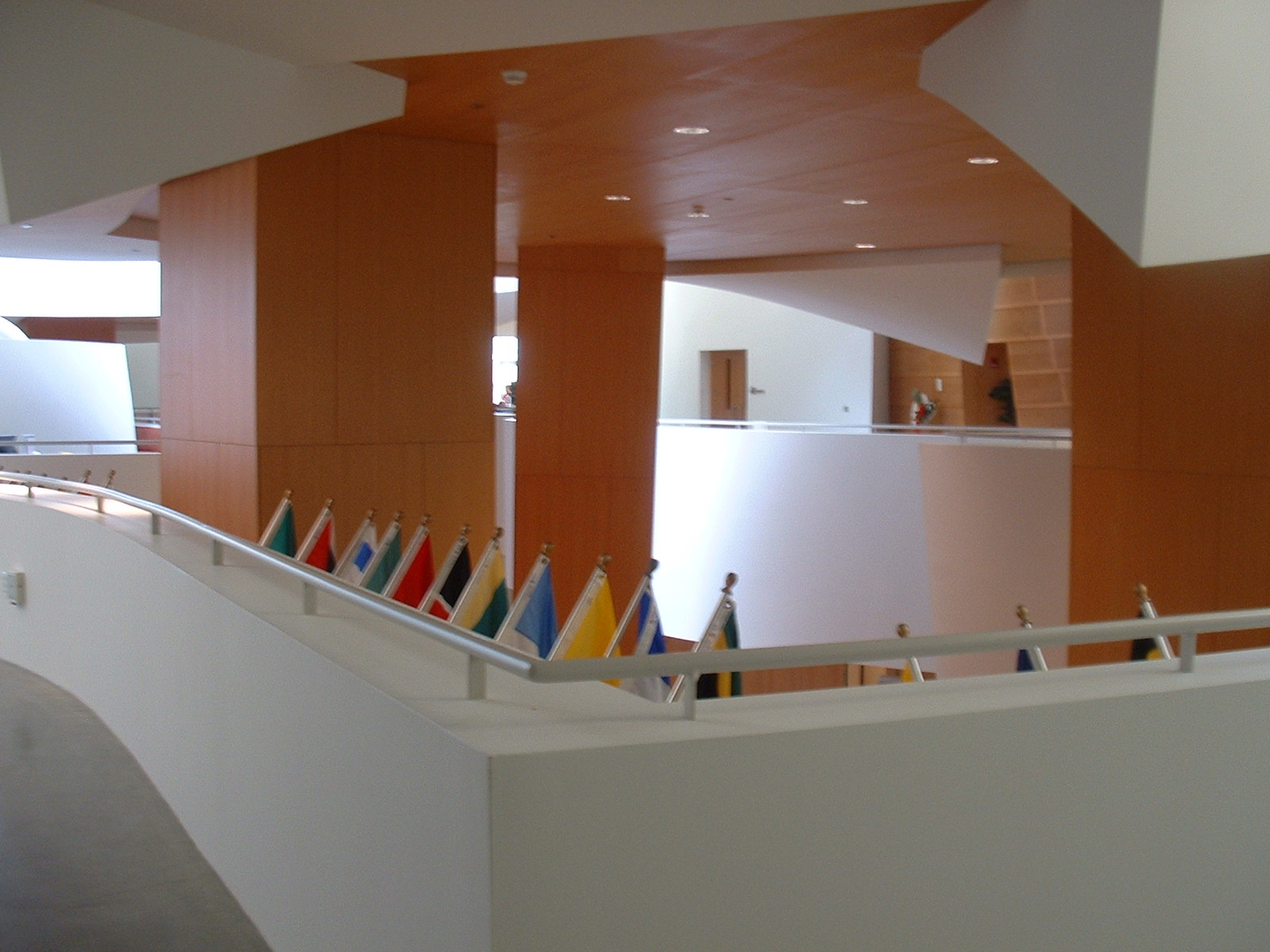
A Peter B. Lewis épület beltere
8 Spruce Street, New York